# Friedrich Zelnik
Friedrich Zelnik (17 de mayo de 1885 – 29 de noviembre de 1950) fue un productor, director y actor cinematográfico, uno de los más relevantes del cine mudo alemán.

## Biografía
Friedrich Zelnik nació en el seno de una familia de origen judío en la ciudad de Chernivtsi, Imperio austrohúngaro, actualmente parte de Ucrania. Tras cursar estudios de derecho en Viena, Zelnik trabajó como actor en teatros de Núremberg, Aquisgrán, Worms, Praga y, finalmente, Berlín, en esta última ciudad en los Teatros Königgrätzer Straße, Berliner y Komödienhaus.
En 1914 Zelnik empezó a actuar en el cine, y a partir de 1915 a producir y dirigir películas, a la vez que seguía actuando en filmes dirigidos por otros cineastas. Junto a Walter Behrend y Max Liebenau fundó la productora Berliner Film-Manukfaktur. En 1918 se casó con una joven bailarina polaca convertida en actriz cinematográfica, Lya Mara, a la que promovió al estrellato produciendo y dirigiendo películas en las que ella era protagonista. Zelnik fundó en 1920 la compañía productora Zelnik-Mara-Film GmbH.
Películas populares, de estilo opereta, como An der schönen blauen Donau, Die Försterchristl, Das Tanzende Wien o Heut' tanzt Mariett, dieron a Lya Mara y a Zelnik una enorme fama en Alemania y otros países. Varios de sus colaboradores, como el cámara Frederik Fuglsang y el diseñador de producción André Andrejew, son hoy en día considerados entre los grandes artistas del cine mudo alemán.
Tras la llegada del cine sonoro, Friedrich Zelnik fue el primer director europeo en llevar a cabo la postsincronización de una película, Der rote Kreis (1929), utilizando el proceso de sonido óptico Phonofilm, inventado por Lee DeForest. En 1930 Zelnik viajó a Hollywood, California, y tras su vuelta dirigió su primera cinta totalmente sonora, una versión de su éxito mudo Die Försterchristl.
Tras la toma del poder por Hitler en 1933, Zelnik y Lya Mara dejaron Alemania y viajaron a Londres. En los siguientes años continuó dirigiendo y produciendo películas en el Reino Unido y en Holanda. Finalmente adoptó la ciudadanía británica y cambió su nombre por Frederic Zelnik.
Friederich Zelnik falleció en 1950 en Londres, Reino Unido.

## Selección de su filmografía

### Director
| - Anna Karenina (1919) - Die Försterchristel (1926) | - An der schönen blauen Donau (1926) - Die Tänzerin von Sans Souci (1932) |

### Productor
| - Die Fiebersonate, de Emmerich Hanus (1916) - Die Bettlerin von St. Marien, de Alfred Halm (1916) - Weiße Nächte. Fedora (1917) - Lori & Co. (1917) - Ein Zirkusmädel, de Carl Wilhelm (1917) - Das große Los, de Friedrich Zelnik (1917) - Klein Doortje, de Friedrich Zelnik (1917) - Das Geschlecht der Schelme. 1. Teil, de Alfred Halm (1917) - Edelweiß, de Friedrich Zelnik (1917) - Halkas Gelöbnis, de Alfred Halm (1918) - Gänseliesel, de Friedrich Zelnik (1918) - Frau Marias Erlebnis, de Alfred Halm (1918) - Die Verteidigerin, de Friedrich Zelnik (1918) - Am Scheidewege, de Alfred Halm (1918) - Am anderen Ufer, de Alfred Halm (1918) - Durchlaucht Hypochonder, de Friedrich Zelnik (1918) - Die Rose von Dschiandur, de Alfred Halm (1918) - Der Fliegentüten-Othello, de Carl Boese (1918) - Der Liftjunge (1918) - Die Serenyi, de Alfred Halm (1918) - Die Nonne und der Harlekin, de Alfred Halm (1918) - Das Frühlingslied, de Alfred Halm (1918) - Die Rothenburger, de Lupu Pick (1918) - Die Dreizehn (1918) - Das Geschlecht der Schelme. 2. Teil, de Alfred Halm (1918) - Maria Evere, de Friedrich Zelnik (1919) - Margarete. Die Geschichte einer Gefallenen, de Friedrich Zelnik (1919) - Manon. Das hohe Lied der Liebe, de Friedrich Zelnik (1919) - Die kleine Staszewska, de Alfred Halm (1919) - Die Erbin des Grafen von Monte Christo, de Friedrich Zelnik (1919) - Die Damen mit den Smaragden, de Friedrich Zelnik (1919) - Das Haus der Unschuld, de Friedrich Zelnik (1919) - Das Fest der Rosella, de Friedrich Zelnik (1919) - Charlotte Corday, de Friedrich Zelnik (1919) - Lucas, Kapitel 15 (1919) - Eugen Onegin (1919) - Die Sühne der Martha Marx, de Alfred Halm (1919) - Pogrom (1919) - Yoshiwara, die Liebesstadt der Japaner, de Arthur Bergen (1920) | - Eine Demimonde-Heirat, de Martin Zickel (1920) - Das Grauen (1920) - Kri-Kri, die Herzogin von Tarabac, de Friedrich Zelnik (1920) - Die Erlebnisse der berühmten Tänzerin Fanny Elßler, de Friedrich Zelnik (1920) - Der Abenteurer von Paris, de Fred Sauer (1920) - Das Gesetz der Wüste (1920) - Der gelbe Diplomat (1920) - Der Apachenlord, de Fred Sauer (1920) - Der Tod im Nacken (1920) - Fasching, de Friedrich Zelnik (1921) - Monte Carlo, de Fred Sauer (1921) - Die Geliebte des Grafen Varenne, de Friedrich Zelnik (1921) - Miss Beryll... die Laune eines Millionärs, de Friedrich Zelnik (1921) - Aus den Tiefen der Großstadt (1921) - Der Sträfling von Cayenne (1921) - Aus den Memoiren einer Filmschauspielerin, de Friedrich Zelnik (1921) - Das begrabene Ich (1921) - Das Mädel von Picadilly, 1. Teil, de Friedrich Zelnik (1921) - Das Mädel von Picadilly, 2. Teil, de Friedrich Zelnik (1921) - Se. Exzellenz der Revisor (1922) - C.d.E. (1922) - Yvette, die Modeprinzessin (1922) - Graf Festenberg (1922) - Daisy. Das Abenteuer einer Lady (1923) - Nelly, die Braut ohne Mann (1924) - Das Mädel von Capri (1924) - Frauen, die man oft nicht grüßt (1925) - Die Försterchristel (1926) - An der schönen blauen Donau, de Friedrich Zelnik (1926) - Das tanzende Wien (1927) - Jeder fragt nach Erika (1931) - Die Tänzerin von Sans Souci, de Friedrich Zelnik (1932) - Spione im Savoy-Hotel, de Friedrich Zelnik (1932) - Happy, de Friedrich Zelnik (1933) - Es war einmal ein Musikus, de Friedrich Zelnik (1933) - Heaven Is Round the Corner, de Maclean Rogers (1944) - Give Me the Stars, de Maclean Rogers (1945) - The Glass Mountain, de Henry Cass (1949) |

### Actor
| - Japanisches Opfer, de Adolf Gärtner (1910) - Das Geschlecht der Schelme. 1. Teil, de Alfred Halm (1917) | - Die Rothenburger, de Lupu Pick (1918) - Lucas, Kapitel 15, de Alfred Halm (1919) |